# Radical Retard
Radical Retard is een Nederlandse hardcore punk/crossoverband uit de jaren tachtig/negentig van de 20e eeuw uit Amerongen en Wijk bij Duurstede. De band werd opgericht in 1987 en speelt voornamelijk Engelstalige nummers. Ze wonnen de "Kleine prijs van Utrecht".

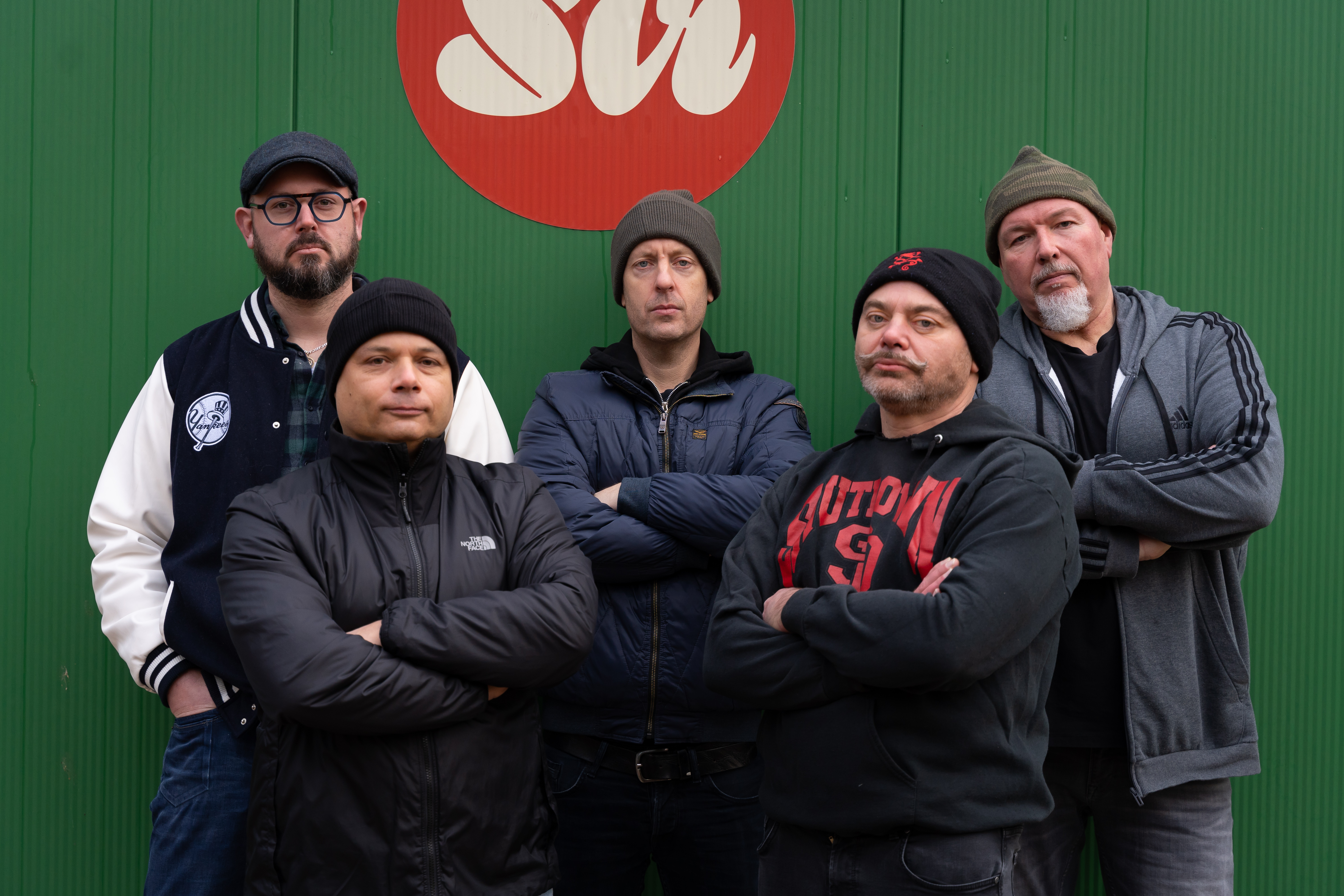
Radical Retard in januari 2024

## Line-up
1. Zang: Mike Robinson
2. Gitaar: Thijs Griepink 2022 - heden
3. Gitaar: Daniël Kragten 2018 - heden
4. Basgitaar: Jan van Meerten
5. Drums: Bas "The Ghost" de Geest 2016 - heden

### Eerdere leden
1. Gitaar: Rob
2. Gitaar: Bo
3. Gitaar: Rene
4. Drums: Peter "Kraats"
5. Drums: Kees

## Discografie

### Eigen releases
1. "Radical Retard" demo 1991
2. "Sometimes" demo 1992
3. "Once I Woke Up" CD 1993
4. "CD Promo"  democd 1995
5. "Johnny the Fly" (single) 2024
6. "Battle Against the Acne" (single) 2024
7. "Time Flies" LP 2024

### Verzamelaars met Radical Retard nummers
1. "Underground Tunes" verzameldemo 1993
2. "Against all Gods" Displeased Records 1993
3. "Wise Choise" Vitamine Pillen 1993
4. "Vitamine Pillen 3" Vitamine Pillen 1995